# Třebčice
Třebčice település Csehországban, a Dél-plzeňi járásban. Třebčice Mileč, Nepomuk, Tojice és Mohelnice településekkel határos. Lakosainak száma 130 fő (2024. január 1.).

## Népesség
A település lakosságának változását az alábbi diagram mutatja:
| Lakosok száma | 181  | 193  | 218  | 185  | 114  | 110  | 121  | 118  | 130  | 130  |
|               | 1869 | 1900 | 1921 | 1961 | 1980 | 2011 | 2016 | 2019 | 2021 | 2024 |